# 의과 (과거제)
의과(醫科)는 조선의 과거제의 일종으로 의관을 선발하는 시험이었다.
문과 무과와 같이 식년시와 증광시 등이 있었지만, 초시, 복시 2단계만 있고 전시(殿試)는 없었다. 합격 후 내의원, 혜민서 등에 보임되었다. 응시 자격에 제한을 두지는 아니하였다. 중인, 서얼이 주로 응시하였으나 평민, 양반 사대부도 있어 양반 출신 의원을 유의(儒醫)라는 호칭으로 부르기도 했다. 시험은 2단계로 나뉘어 찬도맥(纂圖脈), 동인경(銅人經)의 내용을 아는지 모르는지 여부를 판단하고, 본초(本草), 구급방(求急方), 득효방(得效方), 직지방(直指方), 창진집(瘡疹集), 태산집요(胎産集要), 부인대전(婦人大全),  화제방(和劑方)에서 시험 문제를 출제하였다. 문과 무과와 마찬가지로 합격자 명단을 수록한 의과방목(醫科榜目)이 있다.

## 같이 보기
- 조선의 과거제
- 잡과

## 참고 자료
- 의과방목 (醫科榜目)
- 경국대전 (經國大典)
- 대전회통 (大典會通)
- 속대전 (續大典)